# Hipoxia intermitente
La hipoxia intermitente es una alternancia entre periodos de normoxia e hipoxia. El periodo y duración de estas oscilaciones es muy variable y por ello engloba casos desde fisiológicos hasta patológicos. Por ejemplo, puede darse de forma patológica en la apnea del sueño, pero también es una técnica de entrenamiento aplicada a deportistas con el objetivo de mejorar el transporte de oxígeno, y en consecuencia el rendimiento deportivo. El método de la hipoxia intermitente es también empleado con éxito como un método de pre-aclimatación a la altitud entre alpinistas que se van a enfrentar a grandes alturas, en los cuales la estancia en alturas extremas requiere de un buen estado de aclimatación a la escasez de oxígeno.
La hipoxia intermitente puede aplicarse mediante técnicas de exposición a baja presión barométrica (hipoxia hipobárica) por medio de cámaras hipobáricas o bien mediante la inspiración de una mezcla de gases empobrecida en oxígeno pero con presión barométrica normal (hipoxia normobárica). La exposición intermitente a hipoxia es una novedosa, potente y eficaz herramienta para simular el entrenamiento en altitud, y va afianzándose progresivamente en el campo deportivo. El éxito de esta técnica radica en el fácil control para adecuar las cargas de hipoxia a cada individuo, sacando así el mayor rendimiento al entrenamiento.
La técnica normobárica se basa en inhalar, mediante una mascarilla, aire pobre en oxígeno simulando diferentes altitudes, por periodos cortos de tiempo y alternando con recuperaciones de aire ambiental (21% de O2), hipoxia y normoxia (cantidad normal de oxígeno). Los intervalos tienen que ser protocolizados previamente por una persona entendida y ajustándose a cada individuo, ya que cada deportista tiene una tolerancia diferente a la falta de oxígeno.
Las sesiones de entrenamiento oscilan entre 60 y 90 min, y para que se noten efectos significativos en el rendimiento, deben de hacerse tres o cuatro veces a la semana durante cuatro semanas. Esto es lo que se denomina protocolo.

## Ventajas
Algunas de las ventajas más destacables de la hipoxia intermitente sobre las estancias prolongadas a una misma altura son las siguientes:
- Los estímulos sobre el factor inducible por hipoxia son mucho más intensos debido a que podemos aplicar altitudes simuladas de hasta 7800 metros y repetidas veces, cosa que en la realidad sería imposible en la práctica.
- Se evita que el cuerpo se adapte a una misma altura perdiendo con ello el estímulo necesario para la mejora, creando en cada sesión nuevas y potentes estimulaciones sobre los factores que mejoran el transporte de O2. Estudios han evidenciado que grupos de atletas concentrados a 3000 m de altitud durante varias semanas, adaptaban en pocos días sus mecanismos a la falta de oxígeno hasta perder por completo el estímulo sobre la eritropoyetina endógena, haciendo así que solo los primeros días de estancia en altura fueran efectivos. El resto de los días no se observaron cambios significativos.
- La hipoxia intermitente se realiza de manera complementaria a los entrenamientos físicos y habituales. Se entrena sentado cómodamente, aspirando aire por una mascarilla, durante intervalos cíclicos de aire pobre en O2 y recuperaciones cortas con aire de la habitación. La duración es de entre 60 y 90 min, y en todo momento el deportista está monotorizado a través de un pulsioxímetro (aparato tecnológico que sirve para saber el ritmo cardiaco y la saturación parcial de oxígeno en la hemoglobina del individuo SPO2). Las intensidades de los entrenamientos se miden por cargas de hipoxia predeterminadas mediante un software.
- Investigadores australianos[cita requerida] han demostrado que los sujetos sometidos a periodos cortos, intensos y repetitivos con aire hipóxico y recuperaciones con aire ambiental, experimentaban un estímulo añadido sobre la eritropoyetina endógena, siendo superior al que mostraban los sujetos que fueron sometidos solo a hipoxia sin intervalos de recuperación con aire ambiental. Esto apoya la teoría de donde nació la hipoxia intermitente: living high-training low (‘vivir alto y entrenar bajo’).

## Beneficios
En definitiva, la realización de hipoxia intermitente a medio y largo plazo produce los siguientes beneficios para la mejora de la resistencia:
- Aumenta la actividad del factor inducible a la hipoxia.
- Mejora la producción de eritropoyetina endógena (EPO), aumentan los reticulocitos, hemoglobina y posiblemente mejora el hematocrito.
- Aumenta la enzima 2-3 difosfoglicerato (DPG), afinidad de la hemoglobina por el O2 y CO2.
- Mejora el estado inmunológico.
- Mejoran los índices bioquímicos sanguíneos.
- Estimulación del sistema simpático-adrenal.
- Mejora el rendimiento físico y el VO2 máx.
- Adaptación del sistema cardiovascular dando como resultado:
- Vasodilatación, incremento de la densidad capilar y resistencia periférica disminuida.
- Disminución de la frecuencia cardíaca y de la presión arterial.
- Adaptación del sistema respiratorio, lo que da por resultado:
  - Mejora de la capacidad pulmonar.
  - Incremento de la respuesta ventilatoria frente a la hipoxia.
  - Aumento del volumen respiratorio y de la capacidad pulmonar total.

En la actualidad pocas empresas aplican este novedoso entrenamiento, ya que el coste de los equipos es alto, pero poco a poco se va afianzando entre deportistas que buscan el aumento de su rendimiento y el logro de sus objetivos deportivos, de una manera sana y permitida por los comités de antidopaje deportivo.